# Laguna Cacha
La laguna Cacha es una laguna alto-andina de agua dulce en Bolivia, se encuentra en la provincia de Omasuyos a los pies del nevado del Illampu, en el departamento de La Paz, se encuentra a una altitud de 4.670 metros sobre el nivel del mar y presenta unas dimensiones de 1,8 km de largo por 0,6 km en su punto de máxima anchura y una superficie de 72 hectáreas o 0,72 km².